# Stazione di Iwanuma
La stazione di Iwanuma (岩沼駅?, Iwanuma-eki) è una stazione ferroviaria situata nella città di Iwanuma, nella prefettura di Miyagi, ed è servita dalla linea principale Tōhoku e dalla linea Jōban, della quale è capolinea ferroviario, entrambe della JR East. La stazione vede anche i servizi merci della JR Freight.

## Linee
East Japan Railway Company
■ Linea principale Tōhoku
■ Linea Jōban

## Struttura
La stazione è dotata di due marciapiedi a isola e uno laterale con cinque binari passanti in superficie. I numeri 1 e 2 sono utilizzati dalla linea Jōban, il 3 e il 4 dalla Tōhoku, e il 5 è costituito da una deviata per la sosta dei treni. Fra i binari 1 e 2 è presente un ulteriore binario senza marciapiede. I vari binari sono collegati da un sovrappassaggio, e il fabbricato viaggiatori contiene una sala d'attesa, una biglietteria automatica e presenziata (aperta dalla 6:00 alle 21:00), un'agenzia di viaggi (dal lunedì al venerdì dalle 11:00 alle 18:30, il sabato dalle 10:00 alle 17:00), un ufficio abbonamenti e tornelli di accesso automatici con supporto alla biglietteria elettronica Suica.
| 1   | ■ Linea Jōban             | per Hamayoshida, Haranomachi e Iwaki1 |
| 1   | ■ Linea principale Tōhoku | per Shiroishi                         |
| 2   | ■ Linea Jōban             | per Natori e Sendai                   |
| 3   | ■ Linea principale Tōhoku | per Shiroishi e Fukushima             |
| 4-5 | ■ Linea principale Tōhoku | per Natori, Sendai, Rifu e Kogota     |

- 1: A causa delle conseguenze del terremoto e maremoto del Tōhoku del 2011 a marzo 2013 i servizi sono limitati alla stazione di Hamayoshida

## Stazioni adiacenti
| «                       | Servizio                | »                       |
| Linea principale Tōhoku | Linea principale Tōhoku | Linea principale Tōhoku |
| ----------------------- | ----------------------- | ----------------------- |
| Tsukinoki               | Locale                  | Tatekoshi               |
| Tsukinoki               | Sendai City Rabbit      | Natori                  |
| Linea Jōban             |                         |                         |
| Ōkuma                   | Locale                  | Tatekoshi               |